# Hunderup (plaats)
Hunderup is een plaats in de Deense regio Zuid-Denemarken, gemeente Esbjerg, en telt 240 inwoners (2007).